# Kofele
Pour l’article homonyme, voir Kofele (woreda).
Kofele (ou Kofle, ou Kefole) est une ville du centre-sud de l'Éthiopie, située dans la zone Mirab Arsi de la région Oromia. Elle est le centre administratif du woreda Kofele.
Kofele se trouve sur la route Shashamané-Robe à près de 2 700 m d'altitude.
D'après le recensement national réalisé en 2007 par l'Agence centrale de la statistique d'Éthiopie, la ville compte 13 483 habitants.
L'athlète éthiopienne Gelete Burka, spécialiste des courses de demi-fond et de fond, est née à Kofele.